# 阿爾法德島
66°58′S 57°25′E / 66.967°S 57.417°E
阿爾法德島（英語：Alphard Island）是南極洲的島嶼，位於肯普地，長2.5公里，處於紹拉島以北，屬於厄于加倫島群的一部分，最高點海拔高度150米，根據挪威探險隊拍攝的空中照片繪入地圖，現時由南極條約體系管理。